# Vasad
Vasad é um município da Hungria, situado no condado de Peste. Tem 33,41 km² de área e sua população em 2015 foi estimada em 1.967 habitantes.